# 明熱爾峰
46°43′44.5″N 10°16′3.8″E / 46.729028°N 10.267722°E
明熱爾峰（Piz Mingèr），是瑞士的山峰，位於該國東南部，由格勞賓登州負責管轄，屬於塞斯文納山脈的一部分，海拔高度3,114米，每年平均降雨量1,367毫米。